# Dōgen
Dōgen Zenji (Kyoto, 19. siječnja 1200. – Kyoto, 22. rujna 1253.), japanski budistički redovnik i učitelj.
Rođen je u japanskoj plemićkoj obitelji, ali kao dijete ostao je siroče. S trinaest godina ulazi u budistički samostan i počinje proučavati budističke spise. U razdoblju od 1223. do 1227. godine boravi u kineskom budističkom samostanu Tien Tung Shan gdje se u sōtō školi zen budizma posvećuje zazen tehnici meditacije.
Nakon povratka u Japan svoje spoznaje prenosi sunarodnjacima i 1236. godine podiže prvi japanski zen hram, Eiheiji. Ostatak života živi povučeno u nekoliko budističkih samostana. Predano radi na širenju zen budizma i piše niz priručnika.
Glavno djelo mu je Vrijednost ispravne spoznaje istine (Shobogenzo, 1231. – 1253.), zbirka njegovih eseja i predavanja raspoređena u 95 poglavlja u kojima iznosi svoja učenja o zen budizmu. Djela mu nisu prevedena na hrvatski jezik.

## Vanjske poveznice
Ostali projekti
|  | Zajednički poslužitelj ima još gradiva o temi Dōgen |

Mrežna mjesta
- Dogen Zenđi, O životu i smrti  (s engleskog preveo Marko Živković), Kulture Istoka: časopis za filozofiju, književnost i umetnost Istoka 15/1988. (srp.)
- Miroslav Gomboc, Razumevanje celovitosti pri zen budističnem mojstru Dogenu in pri Mojstru Eckhartu (2009.) (slov.)